# David Larose
Pour les articles homonymes, voir Larose.
David Larose, né le 4 juillet 1985 à Bondy, est un judoka français dont la carrière internationale s'étend de 2004 à aujourd'hui. Il évolue dans la catégorie moins de 66 kg. Numéro 1 français et mondial 2013, le français d'origine Burkinabé mesurant 1,67 m se constitue un palmarès exceptionnel : champion du monde junior 2004, champion du monde par équipe en 2011, vice-champion d'Europe en 2013, 3 fois médaillé aux championnats d'Europe, double vainqueur du Grand Slam de Paris, multiple médaillé dans des événements internationaux (Grand Prix, Grand Slam, Master) et sélectionné aux Jeux Olympiques de Londres en 2012. Il est actuellement 3e dan.

## Biographie
Né à Bondy en 1985, il passa la plupart de sa scolarité dans le département de l'Essonne où il commença le judo[réf. nécessaire]. Il commence le judo en 1992 au Judo Club de Maisse (91), puis il rejoint alternativement les clubs de Judo de Villabé ainsi que l'Association Sportive de Corbeil-Essonne en 1999, tout en poursuivant sa scolarité en 4au collège « La Nacelle », toujours à Corbeil-Essonne. Ses premiers résultats de Judo lui permettent d’intégrer un cursus scolaire sport-études.
Il poursuit son parcours en intégrant une première structure de haut niveau en 2001 : le pôle France de Brétigny encadré par Franck Chambily et Jean Raymond Marques, puis le club de Saint Geneviève des Bois (91) en 2002. Enfin, il entre à l'INSEP en 2003, et accède ainsi à l'élite nationale en devenant membre de l'Equipe de France de judo.

## Palmarès

### Jeux olympiques
- Jeux olympiques de 2012 à Londres :

battu en huitième de finale par Lasha Shavdatuashvili.

### Championnat du Monde
Champion du monde par équipes en 2011 à Paris.
Champion du monde junior 2004

### Championnats d'Europe
Individuel :
| Chpts d'Europe | 2012 | 2013 | 2014 |
| -------------- | ---- | ---- | ---- |
| - 66 kg        | 5e   | 3e   | 2e   |

| Chpts d'Europe   | 2009 | 2010 | 2011 | 2013 | 2015 | 2016 |
| ---------------- | ---- | ---- | ---- | ---- | ---- | ---- |
| équipe de France | 3e   |      | 2e   |      | 1er  |      |
| équipe de club   |      | 2e   |      | 3e   |      | 3e   |

### Championnat de France

#### Individuel
- Médaille d'argent en 2003, 2004, 2010, 2012, 2016.
- Médaille de bronze en 2007, 2008, 2015.

#### Équipes
- Médaille d'or en 2016, 2017.
- Médaille d'argent en 2011, 2011, 2013.
- Médaille de bronze en 2009, 2015, 2018.

### Autres

#### Tournois
- 1 victoire au Tournoi de Paris 2013 catégorie -66 kg.
- 1 victoire au Tournoi de Paris 2012.
- 1 victoire au Tournoi de Liverpool 2011.
- 1 victoire au tournoi de Birmingham 2009.
- 1 victoire au grand prix de Samsun 2014
- 1 victoire à l’open de Glasgow 2015
- 1 victoire à l’open de Tunis 2015
- 1 victoire à l’open de Santiago 2015
- 1 victoire au tournoi de tre torri 2006

#### World Masters
- 3e en 2010 à Séoul.
- 3e en 2013 à Tioumen.

## Vie personnelle
David Larose est marié avec Émily Larose depuis 2011 ; ils ont eu ensemble deux filles, prénommées Manon et Maïwenn. Il est aussi le parrain de Malo Diard (champion de France de rugby -14 ans avec le club de Massy).